# Ernest Kanitz
Ernest Kanitz est un compositeur et pédagogue américain, autrichien d'origine, né à Vienne, Autriche le  9 avril 1894 et mort à  Menlo Park, Californie, États-Unis le 7 avril 1978.

## Biographie
Ernest Kanitz étudie le droit à l'université de Vienne et est diplômé en 1918. Cependant il n'a de cesse d'étudier le piano, la théorie de la musique et la composition avec ses professeurs Richard Heuberger de 1912 à 1914 et Franz Schreker de 1914 à 1920. Il obtient quelques succès avec notamment la première de son oratorio "Das Hohelied" en 1921. Cette relative notoriété l'aide à obtenir un poste de professeur de théorie et d'analyse de la musique au nouveau conservatoire de Vienne (neues Wiener Konservatorium) ainsi que quelques élèves en composition.
Parallèlement il compose quelques musiques originales pour le danseur moderne Lilian Harmel. En 1930 il fonde le Chœur de chambre pour femmes de Vienne (Wiener Frauenkammerchor) avec lequel il fait plusieurs tournées à l'étranger (Brno, Budapest, Paris). Le chœur interprète notamment des œuvres de Karl Weigl et reste en activité jusqu'en 1938, au moment où Ernest Kanitz est obligé de quitter l'Autriche du fait de son ascendance juive. Le 16 avril 1938, le journal nazi Arbeitersturm l'a classé parmi les «charlatans de la musique juive» qui ont peuplé la production musicale, la performance et l'enseignement à Vienne.
Ernest Kanitz part pour les États-Unis avec sa femme et ses trois enfants, via les Pays-Bas, où ils arrivent le 26 juillet 1938. Ernest Kanitz reprend sa carrière d'enseignant d'abord au Winthrop College in Rock Hill, Caroline du Sud (1938-41), puis comme chef du département musique au Erskine College, Due West, Caroline du Sud. (1941-44). A l'été 1944, il arrive à Los Angeles, à l'université du Sud de la Californie (University of Southern California), au départ pour remplacer un collègue malade, mais il y reste jusqu'à sa retraite en 1959. Il y est professeur invité en 1960 et 1961. De 1961 à 1964, il enseigne au Marymount College de Palos Verdes, Californie. Ensuite il ne donne que des cours particuliers.
En 1948 il publie un manuel du contrepoint : "A Counterpoint Manual: Fundamental Techniques of Polyphonic Music Writing" (Boston, 1948). Son concerto pour basson est joué pour la première fois par l'orchestre symphonique de San Francisco le 8 avril 1964 sous la direction de Josef Krips. Sa symphonie No. 2 est jouée par le même orchestre, toujours sous la direction de Josef Krips du 11 au 13 décembre 1968.
Des problèmes de vision l'obligent à réduire fortement ses activités et Ernest Kanitz meurt le 7 avril 1978 à Menio Park en Californie.

## Vie privée
Ernest Kanitz se marie le 28 juin 1920 avec Gertrud Reif et ils ont trois enfants.

## Œuvres principales[1],[2]

### Opéras de chambre
- Kumana (1953).
- Room No. 12 (1957). Première à Los Angeles le 26 février 1958 .
- Royal Auction (1957). Première à Los Angeles le 26 février 1958.
- The lucky Dollar (1959).
- Perpetual. Première à Los Angeles le 26 avril 1961.
- Visions at Midnight (1963). Première à Los Angeles le 26 février 1964.

### Œuvres pour orchestre
- Heitere Ouvertüre (1918)
- Motion Picture
- Theremin Concertino (1938)
- Intermezzo concertante pour saxophone et orchestre (1948)
- Concerto Grosso pour instruments à vent, cordes et piano (1949)
- Pièce de concert pour trompette et orchestre ou piano
- Concerto pour orchestre de chambre (1955)
- Visions au crépuscule pour flûte, piano et cordes (1962)
- Concerto pour basson et orchestre (1962). Première  par l'orchestre symphonique de San Francisco le 8 avril 1964 sous la direction de Josef Krips
- Sinfonia Seria (Première symphonie, 1963). Première à Saint Luis le 17 octobre 1964.
- Seconde symphonie (1965). Première par l'orchestre symphonique de San Francisco les 11 avril 1968-13 avril 1968 sous la direction de Josef Krips
- Sinfonia Concertante (Troisième symphonie) pour violon, violoncelle et orchestre (1967)
- Sinfonietta da Camera (1972)

### Œuvres de musique de chambre
- Dance Sonata pour flûte, clarinette, trompette, basson et piano (1932)
- Quintettino pour piano et vents (1945)
- Sonate pour violon et violoncelle (1947)
- Divertimento pour alto et violoncelle (1949)
- Notturno pour flûte, violon et alto (1950)
- Trio à cordes (1951)
- Sonata breve pour violon, violoncelle et piano (1952)
- Sonata Californiana pour saxophone alto et piano (1952)
- Snate pour violoncelle seul (1956)
- Sonatine pour alto (1958)
- Suite pour quintette de cuivres (1960)
- Little Concerto pour saxophone (1970)

### Œuvres pour voix
- Das Hohelied, oratorio pour quatre solistes, chœur mixte et orchestre (1920; 1921)
- Radio Cantata (1931)
- Musique de notre temps, cantate de chambre pour baryton, chœurs de femmes et orchestre de chambre (1932)
- festival du soir pour soprano, deux guitares et orchestre (1934)
- Musique de ballet pour chœur de femmes et orchestre (1936)
- Gotthelf Schlicht, cantate pour solistes, chœur mixte et orchestre (1937)
- Cantata 1961 pour chœur et 2 pianos (1961)